# Joodse begraafplaats (Almere)
De enige Joodse begraafplaats in de provincie Flevoland (de jongste provincie van Nederland) vindt men in Almere, in het stadsdeel Almere Stad. Ze maakt deel uit van de Begraafplaats Beatrixpark, die verder ook een algemeen en een islamitisch gedeelte kent.
De Joodse gemeente van Almere is de jongste van Nederland. Ze is opgericht in 1997. Op 13 mei 2005 werd de Joodse begraafplaats ingewijd. Er is ruimte voor ongeveer honderd graven.